# Мило Лазаревић
Мило Лазаревић (Котор, 14. август 1942) јесте свестрани амерички уметник. Један од значајнијих савремених скулптора и сликара постмодерне експерименталне оријентације. Као магистар 1974, потом и доктор ликовних уметности 1977, постаје професор престижног Колумбија универзитета у Њујорку, (1973–1978), и професор на Ренслер Политехничком институту, у Троју, (1998–2014). Лазаревићев обиман уметнички опус обухвата више стваралачких фаза изражаваних у различитим медијима и различитим техникама, од којих се издвајају три ликовне целине: скулптура, сликарство и еклектична дела.

## Биографија

### Детињство и школовање
Мило Лазаревић је рођен у Котору, за време Другог светског рата, као друго од петоро деце. Отац Иво Џон Лазаревић, био је амерички бизнисмен из Асторије, Њујорк. Мајка Гордана Дајковић, из Друшића код Цетиња, пореклом из свештеничке породице, више је имала урођену мудрост, него реално образовање. Родитељи су се развели када је Мило имао четири године. Отац се вратио у Њујорк а мајка је остала да се брине о деци. Упркос тешким ратним и послератним искушењима и борби за опстанак, својим ведрим духом и вечито насмејаним лицем, мајка Гордана је успела деци да пренесе осећај за радост живљења и љубав према животу, људима и природи.
Пре Другог светског рата, породица Лазаревић имала је велики углед и била по утицају и статусу једна од најцењенијих у Бококоторском заливу. Рат, нарочито послератни период, разједињује чврсту породичну заједницу, њихова имовина бива конфискована од стране нове комунистичке власти, а чланови породице под принудом се расипају налазећи сигурнија уточишта по свету.
Рано детињство, Мило Лазаревић проводи по домовима за малолетну децу, мењајући често школе и места боравка. После завршене гимназије долази у Београд, где уписује Вишу машинску школу, али се у њој не задржава дуго. Осам година плови бродовима под разним заставама, и на њима почиње први сусрет са уметношћу. Од одбачених гвоздених бродских предмета прави мале скулптуре, углавном архитектонске, анималне, антропоморфне фигуре. Само је једна од ових скулптура сачувана и данас се налази у Флориди.
Прво уметничко образовање Мило Лазаревић започиње у Хавани, на Куби, где 1965. године уписује практични семинар фотографије, а праксу ливења у бронзи, израду калупа и израду метала похађао у индустријском комплексу А. Стоца АГ у Корнвестхајму, у Западној Немачкој (1965–1967). По завршетку семинара, одлази у Америку (1967), где код професора Јосефа Кампбела, на Колумбија универзитету, присуствује часовима обраде и резбарења камена. На исти универзитет, примљен је 1968. као студент историје уметности у класи професора Маyера Шапира. Упоредо са студијама историје уметности, слуша предавања из филозофије код Максине Грин и антропологије код Маргарет Мид.
Првом самосталном изложбом у Галерији 14 Скулптора 1973. године, Мило Лазаревић бива запажен као особени истраживач материје и облика. Прихваћен као талентован и иновативан уметник, убрзо улази у круг истакнутих скулптора и сликара друге половине XX и почетка XXI века. Излаже на значајним групним и самосталним изложбама.

### Професорска каријера

#### Рад на Колумбија универзитету
По завршеним студијима историје уметности на Колумбија универзитету у Њујорку, Мило Лазаревић, по позиву, на истом Универзитету постаје ванредни професор (1973–1978). Његова предавачка активност обухватала је више паралелних области, углавном из домена скулптуре, а и општег образовања из историје уметности, као и развој нових методолошких праваца за унапређење креативности и уметничког стваралаштва студената.
Током 1976. године одлази на студијско путовање у Југославију, где обилази веће југословенске центре како би прикупио грађу за студију о уделу и значају скулптуре у марксистичком хуманистичком друштвеном уређењу.
Са Колумбија Универзитета 1978. године премештен је у Француску, како би присуствовао предавањима на Сорбони.

#### Рад на Ренслер Политехничком Институту
Током седамнаестогодишњег професорског рада на Ренселер Полyтехничком Институту, Мило Лазаревић је кроз три курса (два из историје уметности и један из скулптуре) иновативним истраживачким методама унео у наставни процес извесне новине које су студенти радо прихватали и по слободном нахођењу трагали и стизали до аутентичног, личног израза. Специфичном методологијом педагошког рада, Лазаревић неагресивним поступцима и практичним деловањем успева да сваком студенту пружи могућност откривања сопственог талента, како би поступним његовим спознавањем и растумачењем стигао до оних дејствујућих – унутрашњих снага.

## Скулпторски радови
У својим скулпторским делима, Мило Лазаревић тежњу усмерава ка метафизичким начелима живота, судбине, природе, људског духа и хуманости, универзума као човековог исходишта али и коначности, коју извлачи непосредно из природе (камен, дрво, гвожђе, мермер...). Његове скулптуре, чак и димензијама, намерно и наменски излазе из оквира физички стварног и детерминисаног реалним обликом и залазе у сферу оностраног и монументалног, а до изражаја долази маштовни, магијски и имагинативни напор у размештању маса у простору. Распоредом чистих форми, начином како би их дечји ум и срце распоредили, форми у којима је задржана натурална виталност, снага и чврстина изворног карактера градивне материје, Лазаревић скулптури укида очекивани садржај подстицан наученим и стеченим знањима, и своди је на ниво примитивних облика близак органским праоблицима. Он гради нову скулпторалну целину, једну дубоко личну, готово еротску и интимистичку, подсвесном потребом за прапочетним облицима а који нису у сфери рационалног, нити у сфери опсесивно наметаног интелектуализма.
Свестан чврстине и тешког савладавања материјала који користи за израду скулптура, Мило Лазаревић више непосредним доживљавањем стварности и духовним гледањем успева да препозна и допре до творачке жиле у камену, мермеру, дрвету, гвожђу, бронзи. Низом здружених детаља, његова скулптура задире у сопствену унутрашњост – језгро – из ког исијава безмало анимална, сирова снага, која се синтетише у целину тек у оку посматрача. У том смислу, њену модерност одређује примитивистичко, самоникло порекло чије је упориште истовремено и у преисторији, архајском, класичном али и савременом изразу. Тиме његове скулптуре добијају универзално значење и значај.

## Сликарски радови
Слике Мила Лазаревића одупиру се декадентном, и разобличавањем разних феномена: друштвено-историјских, социјалних и културолошких, виталним енергијама супротстављају се дезинтеграцији система вредности и враћају на почетну вредносну премису – знак и његово значење.
Лазаревићева наглашена потреба за поједностављивањем и свођењем на примарне, елементарне облике, праћене односима немешаних боја и интертекстуалним симболима (словима, бројевима, знаковима...), иако наоко агресивним стилом дејства унутрашњих хоризонталних и вертикалних праваца разиграних сила, на први поглед у свести посматрача отварају визуру с оне стране форме, независно од спољашње стварности и миметичких метода. Слике остављају утисак монументалног, без обзира на димензије.
Енергију и снагу Лазаревићева сликарска платна црпу из далеких узора – праискона или оног непатвореног, чистог дечјег приступа свету, па и људима, предметима, феноменима и појавама који их испуњавају. Размонтиравањем наученог и стекнутог знања, Лазаревић брише целокупно уметничко искуство, целокупан стари свет, његову иконографију, начин гледања, осећања и мишљења, и полази од сопствене нулте позиције – табула раза. Он из слике без милости одстрањује реалну раван, као немогућност или илузију њеног идентичног колективног сагледавања, и ликовним а понекад и неликовним средствима гради другу раван, провучену кроз вишедимензионални простор. Тиме осликава нову стварност чија идентификација измиче рационалним сазнањима и своје упориште има у метафизичком натчулном искуству.
Наглашена је Лазаревићева жеља да сликарство врати природи, али не као њену копирану слику, мимесис, модел или отисак, већ као нови, хуманизован, паралелни и независан свет. Убеђен да тек чиста, растерећена од историзама, традиције, обичаја и навика, уметност има велику моћ којом ће успети да трансформише животе људи у практичном и у духовном смислу.

## Еклектичка дела
У креирању еклектичких дела нарочиту пажњу Мило Лазаревић посвећује старим одбаченим предметима, који у себи чувају историјско памћење одређеног места и његовог контекстуалног значаја, али оживљава и позадину њихове утилитарне намене применом одговарајућих симбола и традиционалних ликовних елемената. Од тривијалних отпадних производа модерне цивилизације, скупљаних било где – на улици, у природи, антикварницама, старинарницама, али и по личним поседима појединаца, Лазаревић еклектичким поступком, у ком не занемарује бојене ефекте и структуру као својеврсну ликовну подлогу, гради неуобичајене објекте на граници скулптуре, рељефа и слике. Својом наглашеном хуманистичком мисијом ти објекти, уздигнути до уметничког дела, у свести посматрача трансформишу се у надобјекте, са којима он успоставља реалну, готово присну комуникацију.
Трагање за неистрошеним изражајним потенцијалом уметничког испољавања одбачених предмета, чија је намена прикривена убрзаним ходом заборава као одликом данашњице, није само оно прустовско трагање за изгубљеним временом већ и идентитетска потврда једног постојања у једном времену. Социјални, али и друштвени и културолошки контекст, кроз апсурдни, гдекад и лакрдијашки експеримент монтаже одбачених материјала, предочен је на непретенциозан начин као цредо данашњице. Лазаревићеви смисаони садржаји објеката стварају иронично-критичку дистанцу према механизму потрошње, самим тим, они релативизују истине свих епоха цивилизацијског прогреса.
Мило Лазаревић одбацује уметничку прошлост градивних елемената својих објеката, али је не негира јер му је потребна као сведок. Он јој одриче креативни допринос у савремености, и полази од почетне позиције, истичући функцију предмета у преобликовању човека и околности у којима он у саучесништву с тим предметима дејствује. Лазаревић поступно и неагресивно предмет уводи у објект, готово се хуморно поигравајући њиме, како би разоткрио његову првобитну улогу, али и предочио потоњи утицај на људско битисање које се подразумева и подводи под “уметничко”. Предмети, тако, у овим еклектичким радовима, издигнути у вишу уметничку сферу, бришу границе између људи, постављањем једног Човека, индивидуе, на нову, очишћену и хуманизовану раван историјског трајања.

## Награде и признања
- Полок Краснерова награда за скулптуру, 1985. године
- Награда Готлиб фондације, 1997

## Важније изложбе
- Прва соло изложба у Зигфилд галерији и Галерији "14 скулптора", Њујорк, 1973.
- Самостална изложба у Југословенском културом центру, Њујорк 1974.
- Соло изложба у Галерији Западни Бродвеј, Њујорк, 1975.
- Самостална изложба у Галерији Марсел Леноар, Париз, 1979.
- Самостална изложба у О.К. Харис Галерији, Њујорк, 1987/1990.